# Moxico

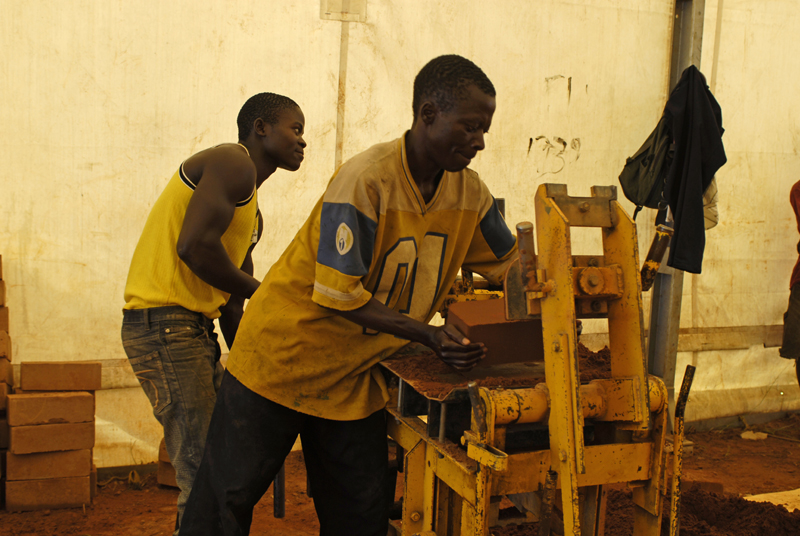
Centre d'éducation à Lwena/Moxico - bénéficie du fonds de la campagne « Ta journée pour l'Afrique » de l'organisation humanitaire allemande : Aktion Tagwerk.

Moxico est une ville de l'Angola située dans la province de Moxico. Sa population dépasse les 170 000 habitants sur une surface de 38 999 km2.